# Підкоришникові
Підкоришникові (Certhiidae) — родина горобцеподібних птахів. Дрібні птахи, що ведуть деревно-чагарниковий спосіб життя.

## Морфологічні ознаки
Довжина тіла 10—16 см, маса від 8 до 30 г. Забарвлені в сірувато-бурі, коричневі з білими крапками (деякі підкоришники) та сірі відтінки. Статевий диморфізм у забарвленні відсутній; молоді птахи мають тьмяніше оперення. Оперення густе, мяке, шовковисте. Крила заокруглені, широкі, короткі, з 10 першорядними маховими. Хвіст середньої довжини, з 12 стернових пір'їн (іноді жорстких) з загостреною вершиною, які нагадують хвостове пір'я дятлів. Дзьоб довгий, тонкий, дещо зігнутий донизу, з щілиноподібними ніздрями, які прикриті шкіряними виростами. Лапи міцні з короткою цівкою, відносно довгі пальці з гострими, сильно вигнутими кігтями; найдовший кіготь заднього пальця (іноді довший за останній).

## Поширення
Підкоришникові трапляються в Північній Америці, Євразії та Північній Африці.

## Особливості екології
Осілі або кочівні птахи. Гнізда будують в укриттях: у дуплах, у порожнинах за відсталою корою (підкоришники). Гнізда з рослинного матеріалу, лоток вистилають шерстю, дрібним пір'ям. У кладці 2—8 білих з червонуватими крапочками яєць. Насиджує тільки самка. Інкубація триває трохи більше двох тижнів. Пташенят вигодовують обидва члени пари. Пташенята вилітають з гнізда у віці близько 2,5 тижнів. У позагніздовий період кочують поодинці або приєднуючись до зграй кочівних дрібних птахів.
Живляться комахами та іншими безхребетними, збираючи їх на стовбурах та гілках, а також на скелях. Легко переміщуються (зазвичай знизу вгору) по вертикальних стовбурах, спираючись при цьому на хвіст. Лише взимку за відсутності іншого корму поїдають дрібне насіння.

## Систематика
Обсяг родини за різними системами значно варіює, до її складу відносять 2—5 родів. Згідно з останніми дослідженнями, лише 2 роди з 11 видами:
- Підкоришник (Certhia)
- Гримперія (Salpornis)